# هنري كوران
هنري كوران هو نقابي وسياسي أسترالي، ولد في 25 يناير 1912 في إستيرلينغ في المملكة المتحدة، وتوفي في 21 أكتوبر 1975 في ندلاندز ‏ في أستراليا. نشط حزبياً في حزب العمال الأسترالي ‏. وقد انتخب عضو الجمعية التشريعية لأستراليا الغربية ‏.